# Bánh tráng
Pour les galettes de riz soufflé, voir Galette de riz soufflé.

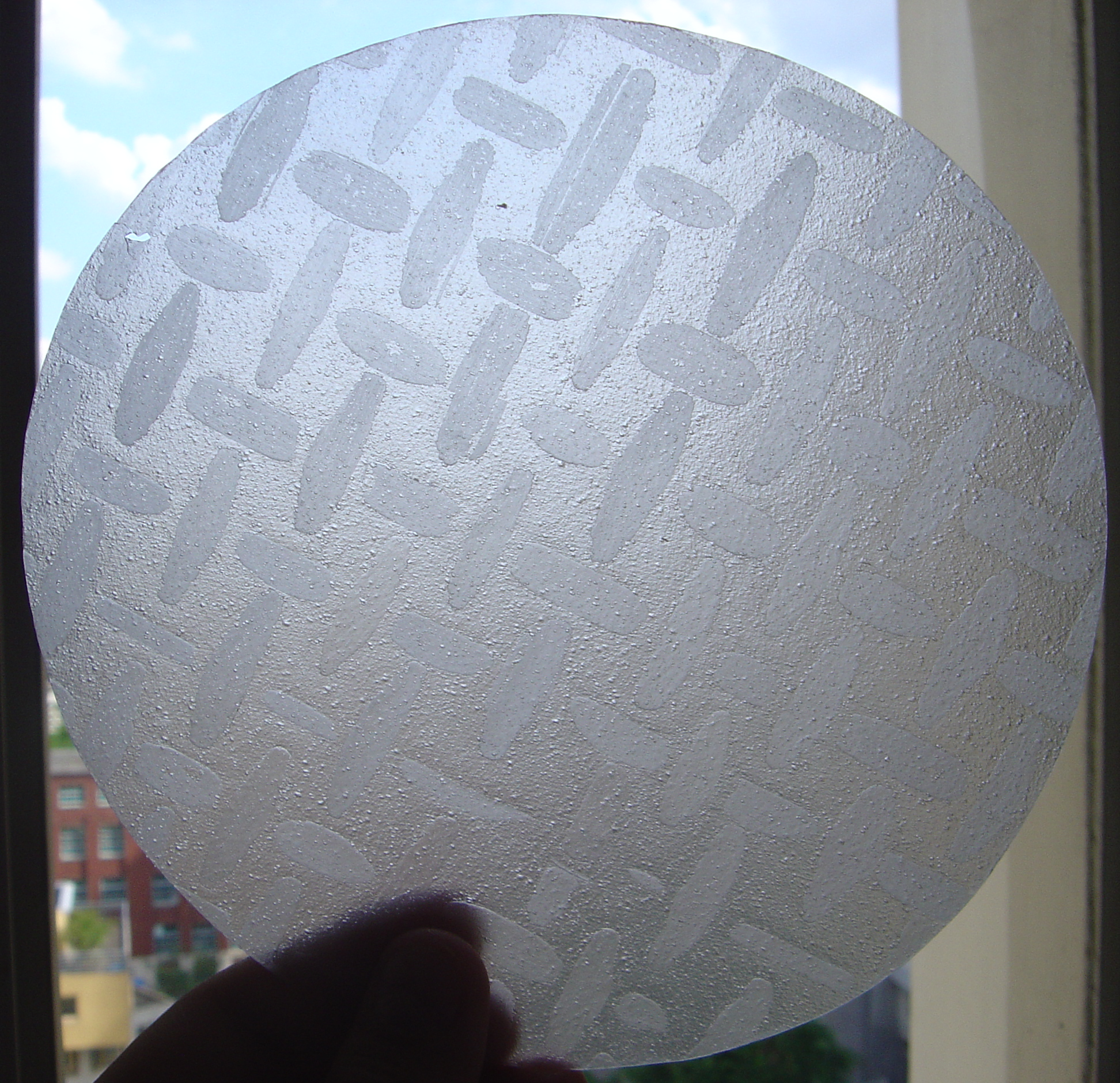
Un bánh tráng ou galette de riz.

Les galettes de riz, appelées en vietnamien : bánh tráng (bánh signifiant « pâtisserie/produit à base de pâte » et tráng, signifiant « préparer en étalant une couche mince »), très fines, sont constituées d'une pâte de farine de riz, d'eau et de sel.
Elles prennent diverses formes et appellations selon les pays.
La pâte de farine de riz est étalée avec le dos d'une louche sur une étamine disposée au-dessus d'un chaudron d'eau bouillante pour une première cuisson à la vapeur. Les galettes sont ensuite posées sur un tamis pour mise en séchage. Elles sont alors éventuellement mises à griller sur un lit de charbon de bois pour une deuxième cuisson, puis empaquetées et vendues dans le commerce local.

## Bánh tráng
La plupart des galettes sont faites de riz qu'on doit mouiller dans l'eau et moudre en pâte fluide pour la cuisson à la vapeur, sans oublier d'ajouter une cuillère de sel pour que les galettes ne tournent pas au soleil. Après les avoir cuites, on les enlève et on les fait sécher sur un support de bambou tressé qui imprime des traits croisés naturels sur la surface des galettes et après deux heures au soleil, les produits seront finis. Les Saïgonnais l'appellent le bánh tráng tandis que les Hanoïennes disent le bánh đa.

## Trois sortes de galettes de riz
Il y a trois sortes de bánh tráng, les normales, les salées et les sucrées. Pour Les deux dernières, il faut les griller avant de les goûter et les garder croustillantes dans les paquets de nylon.  
- Les normales, en grandes ou petites tailles rondes pour faire les nem (en terme hanoïen) ou chả giò (en terme saïgonnais), rouleau de printemps, gỏi cuốn, bì cuốn, cuốn, nem chua (en vietnamien : « bouchée de porc fermenté ») et ses variétés comme de rouleaux de porc cuit, rouleaux de poisson, et rouleaux de légumes cuits[1]…

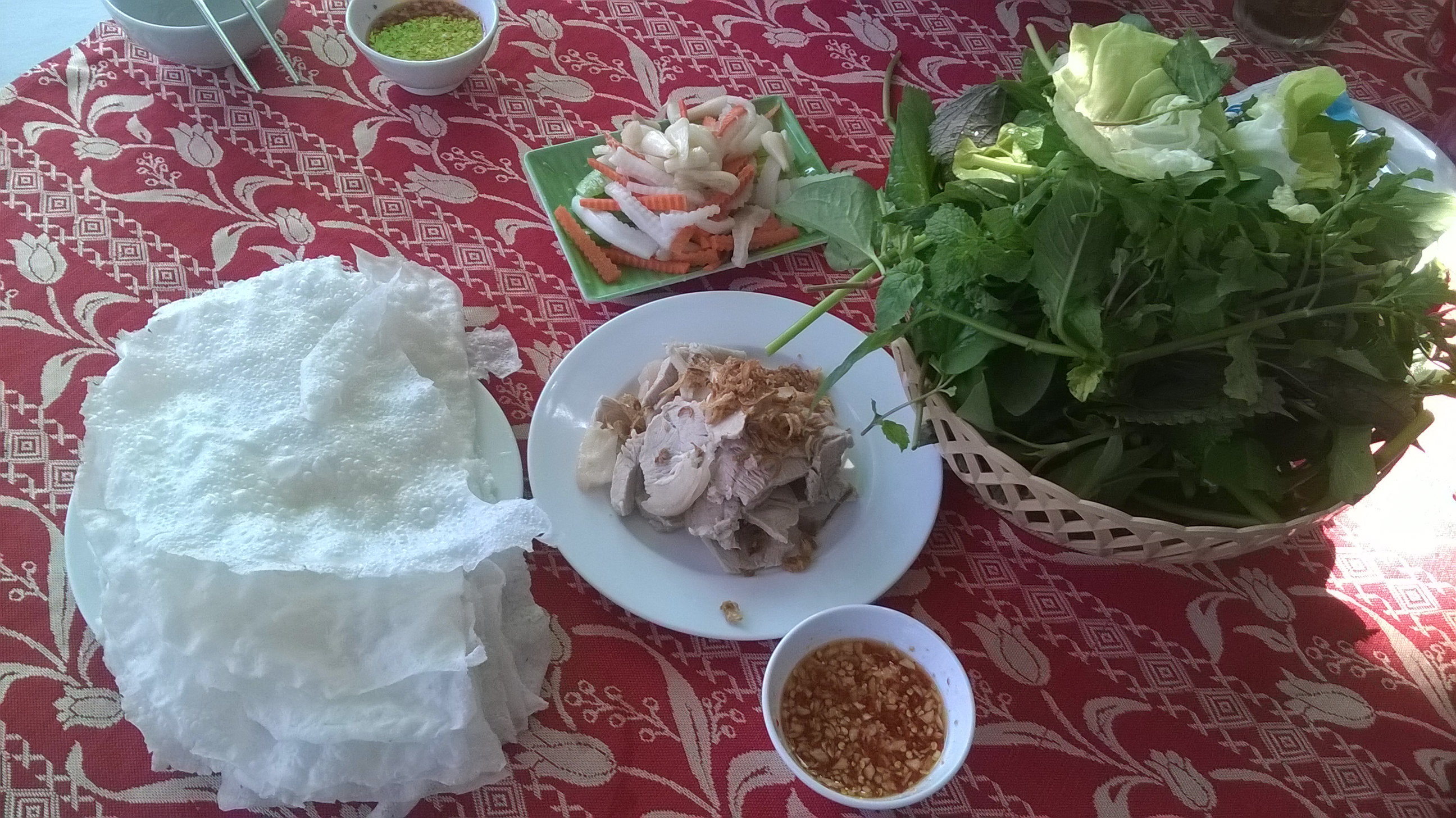
Galettes de riz roulées avec des tranches de porc cuit et feuilles diverses, spécialité de Trảng Bàng.

- Les salées, en grandes ou petites tailles rondes dont on ajoute à la pâte des grains de sésame noirs, des petites crevettes, un peu de nước mắm et du pigment broyé, pour des amuse-bouches ou accompagnements des plats spécialisés[2],[3],[4].
- Les sucrées, en grandes ou petites tailles rondes auxquelles on ajoute dans la composition de la pâte du sucre, un peu de grains de sésame noirs ou blancs, lait de coco, lait condensé, un peu saveur fruitée (surtout du durian), des tranches fines de banane, se consomment comme des friandises.

## Galerie

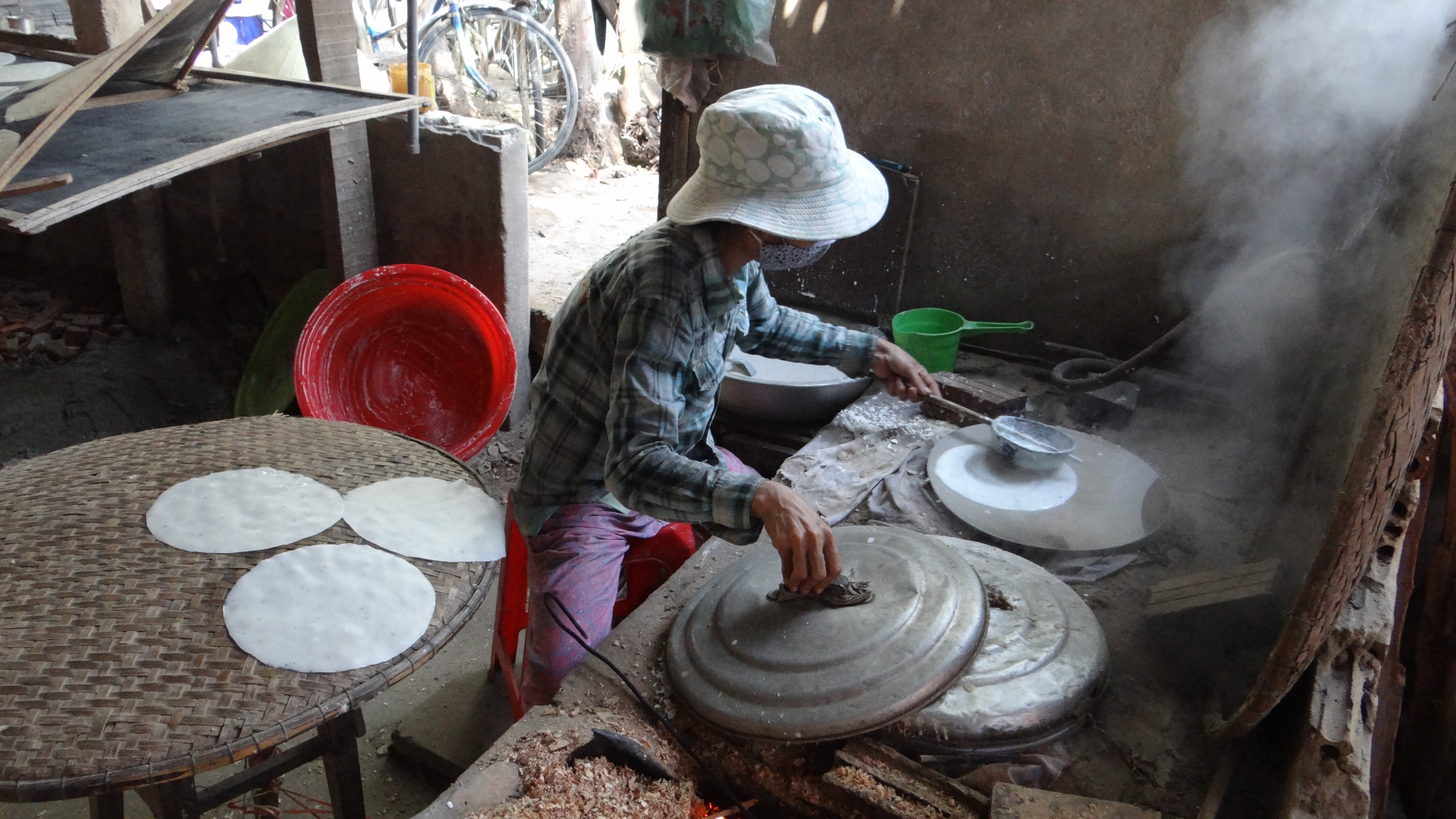
Constitution de la galette de riz et première cuisson à la vapeur.
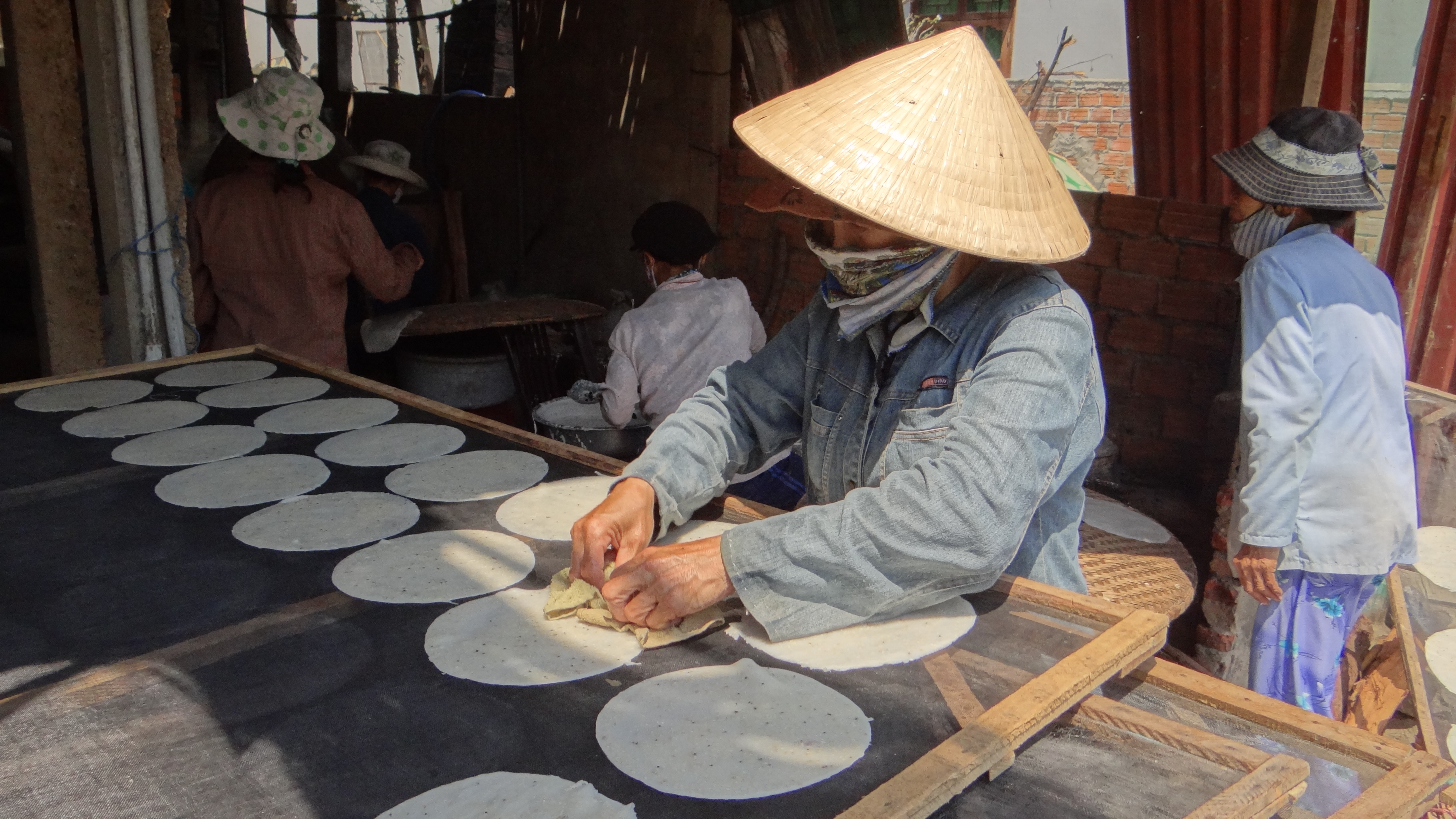
Mise sur tamis de la galette de riz.
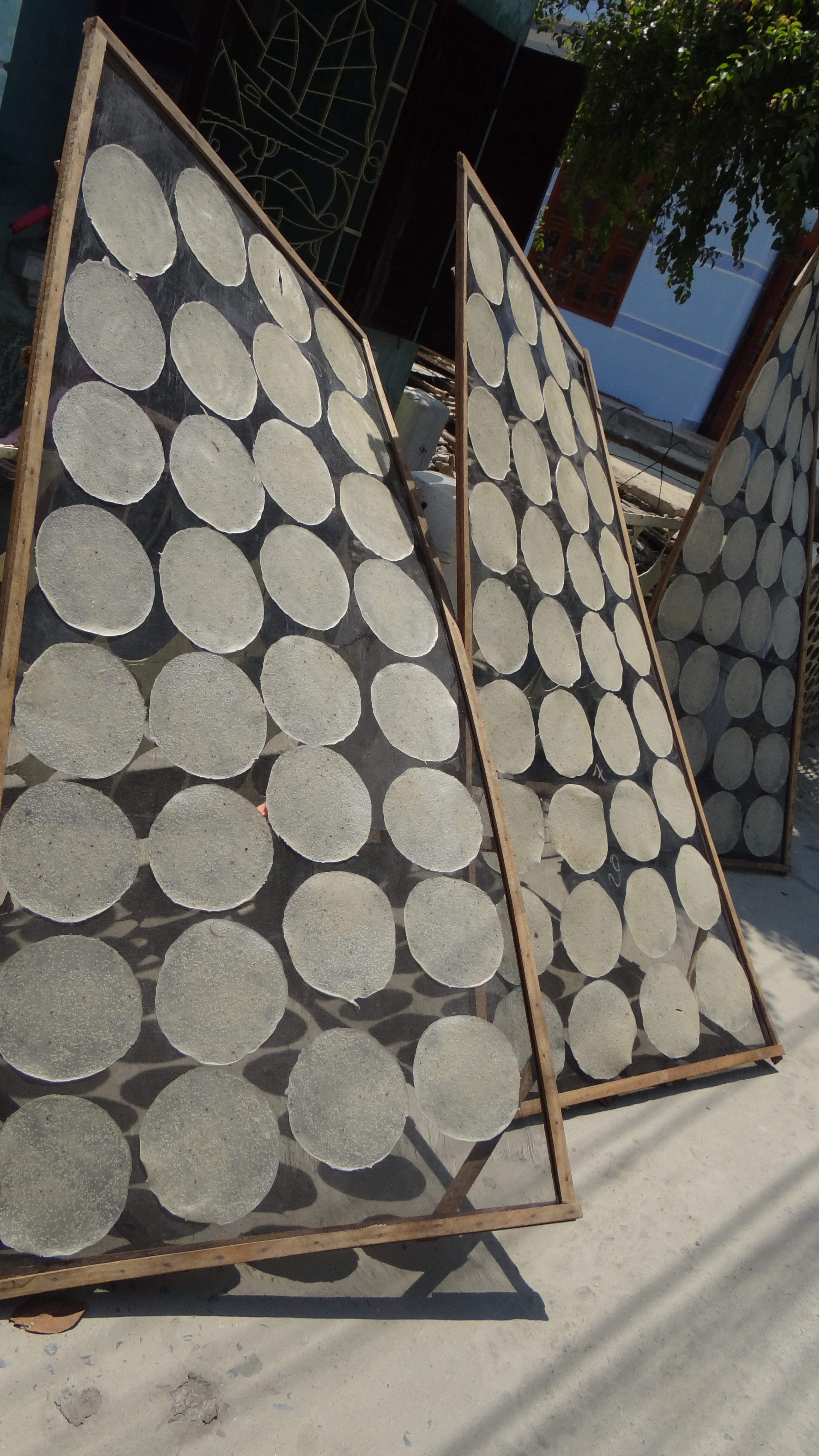
Séchage au soleil de la galette de riz.
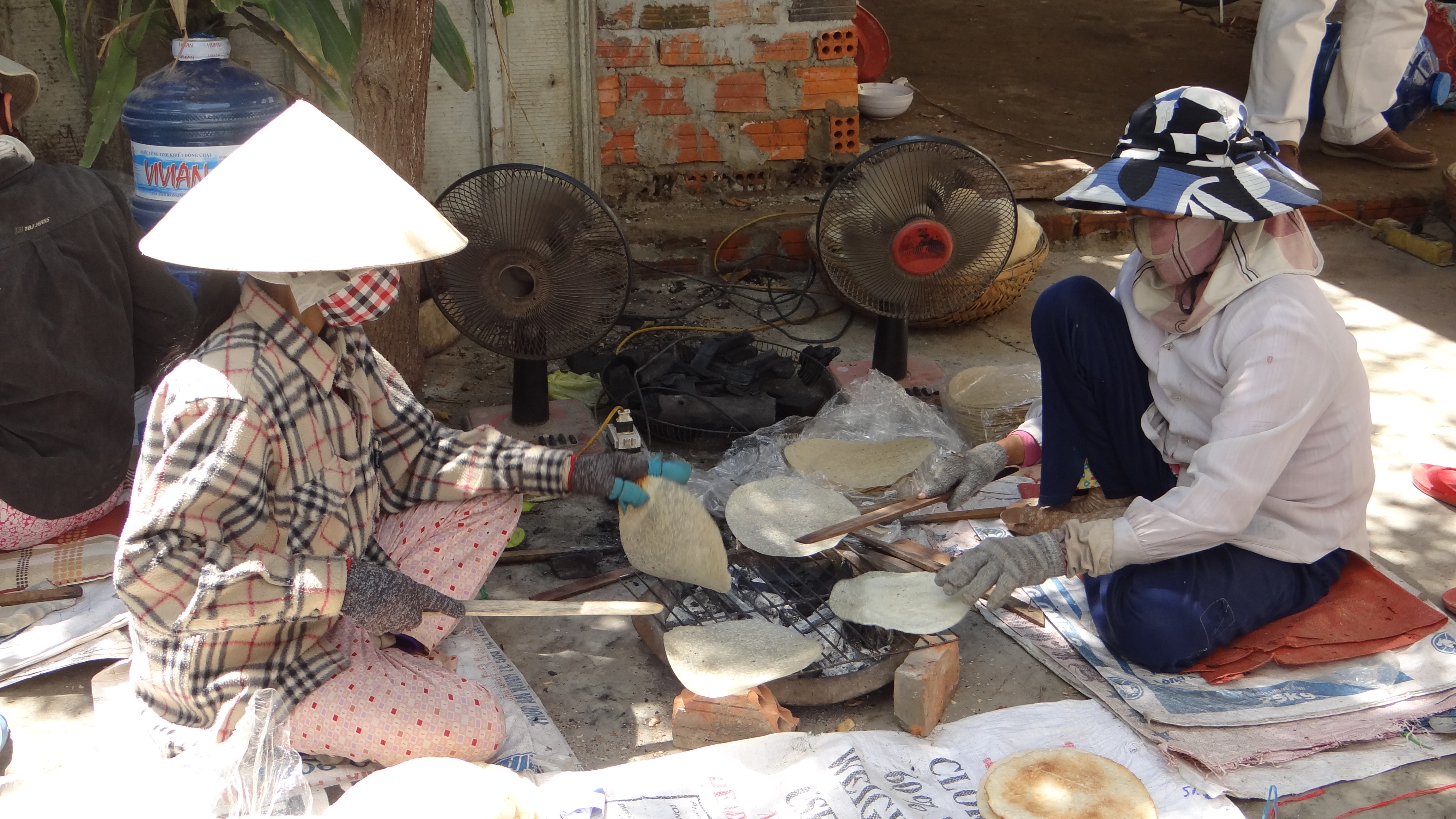
Grillage des galettes sur lit de charbons de bois.

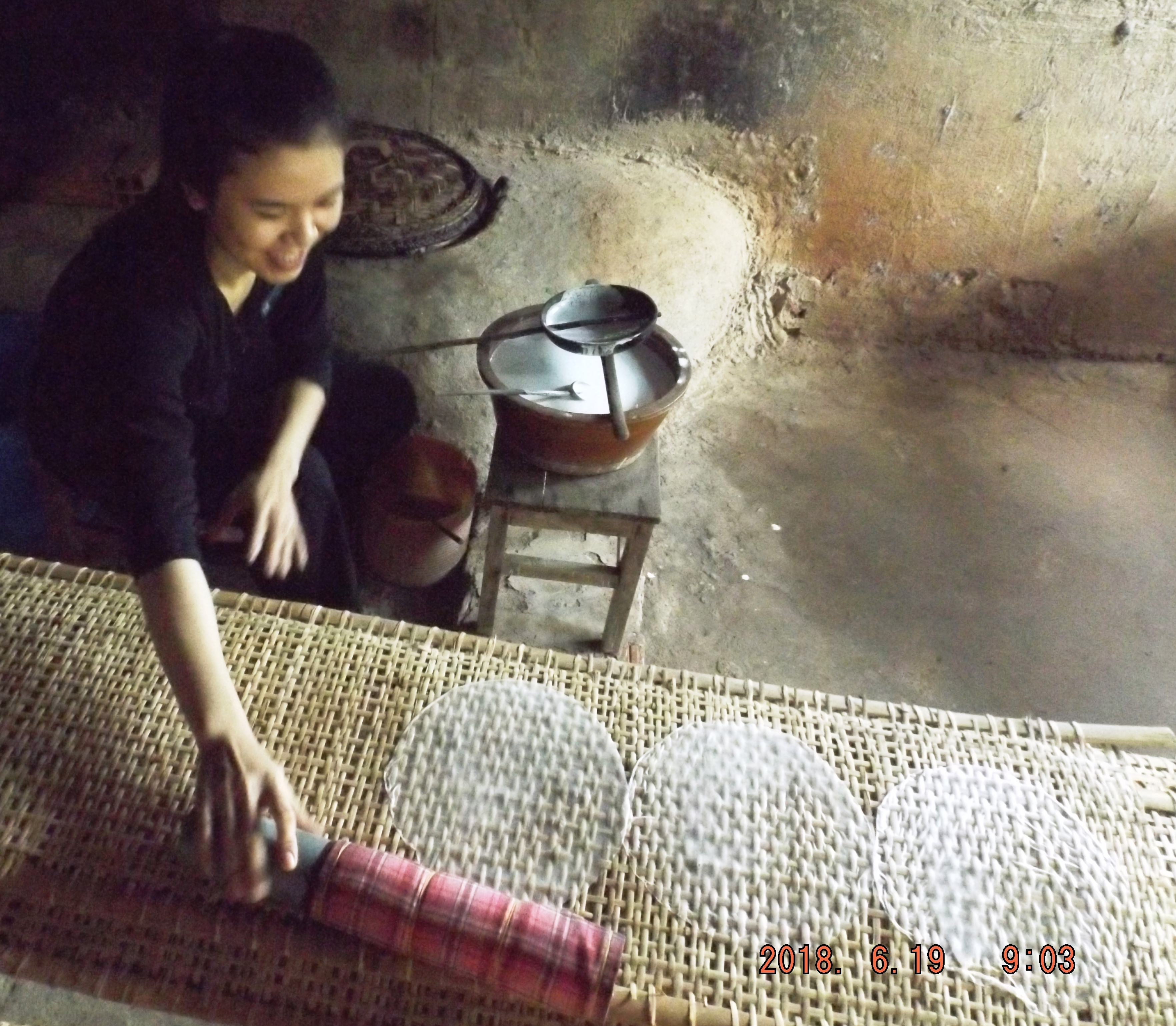
Après la cuisson, on met les galettes de riz sur un support de bambou tressé pour les sécher.

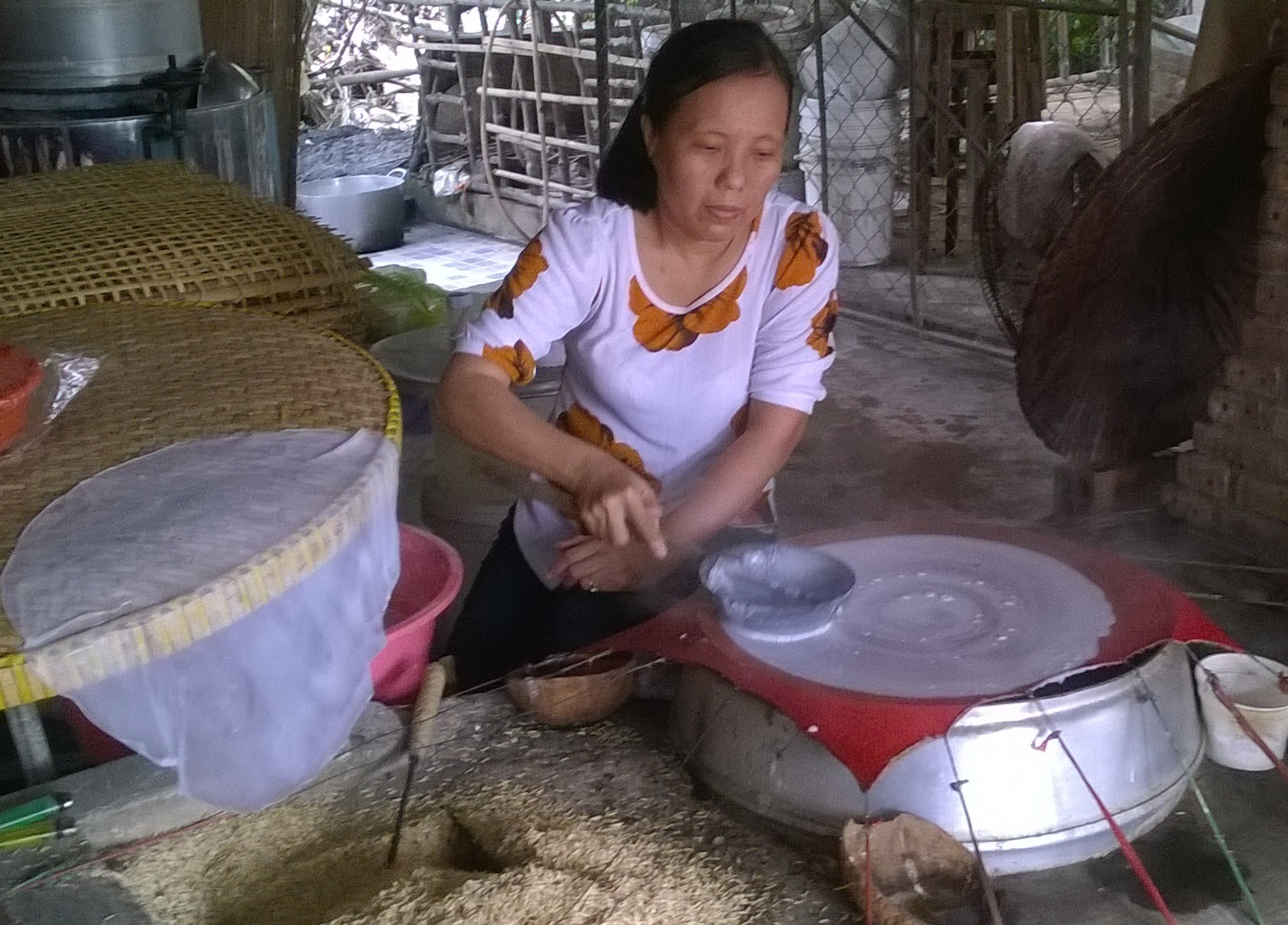
Cuisson des grandes galettes de riz à Cái Bè.

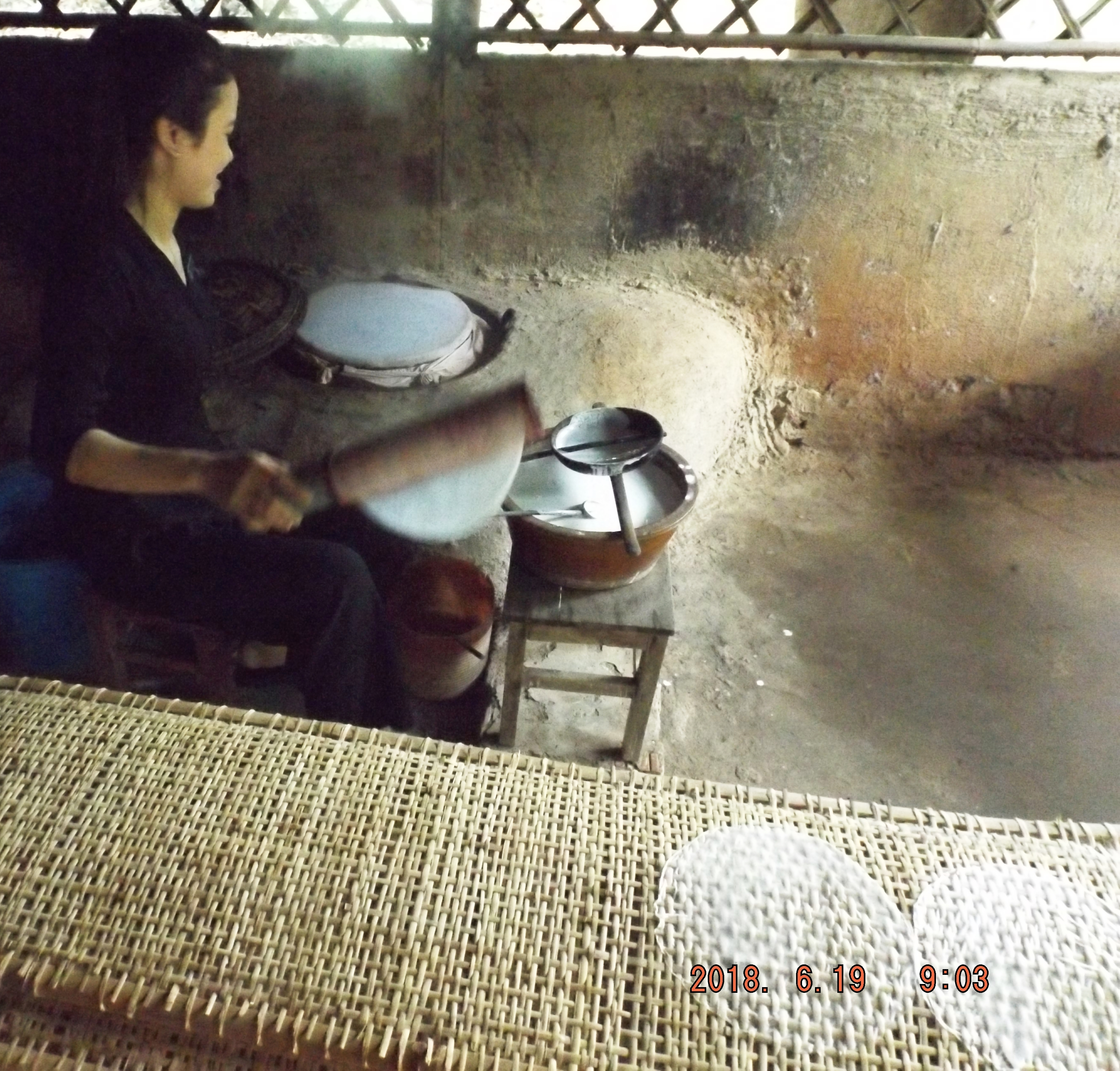
Cuisson de galettes de riz de forme ronde et de petite taille à Củ Chi.

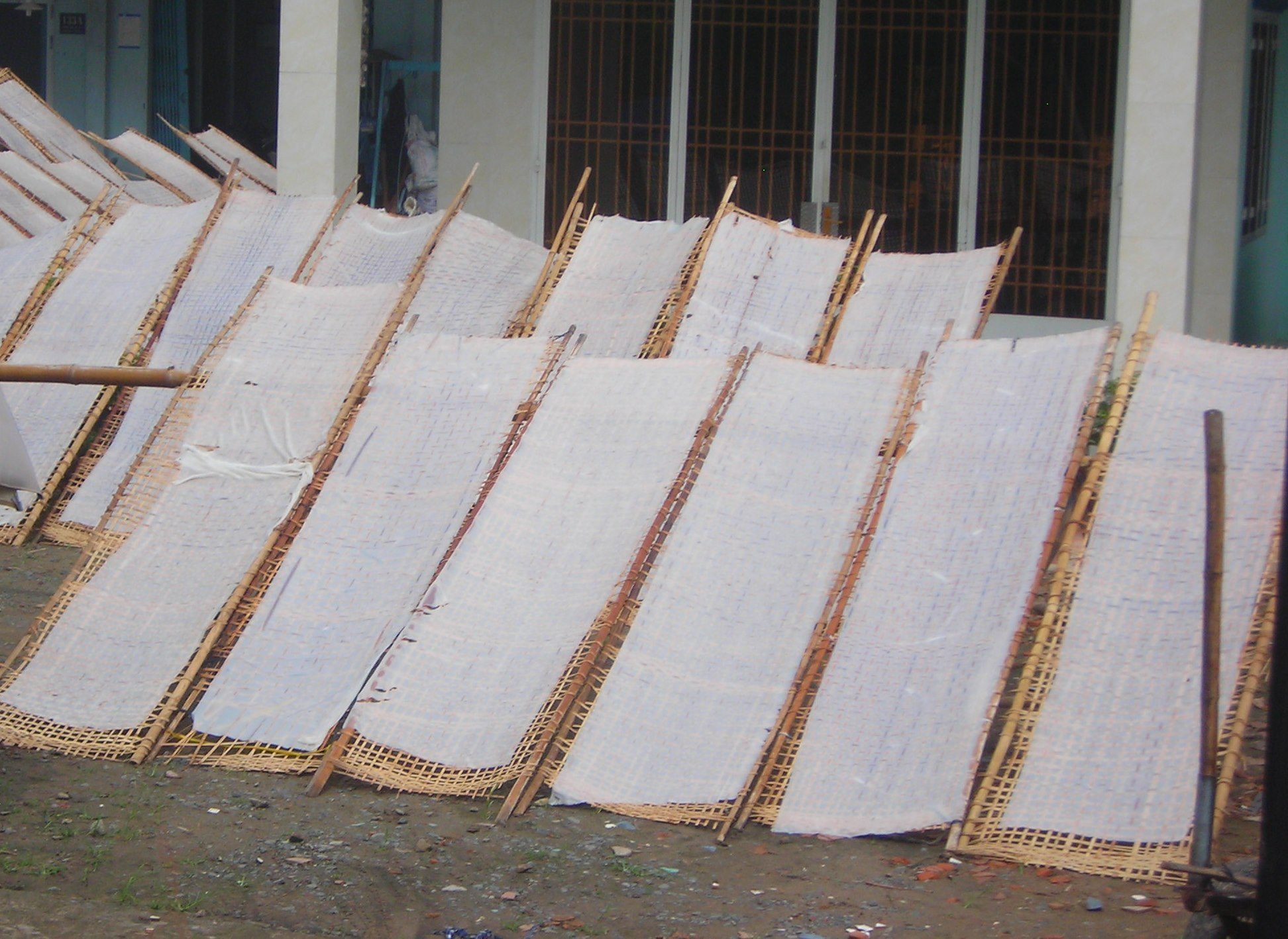
Galettes de riz en forme ronde ou rectangulaire, séchées au soleil.

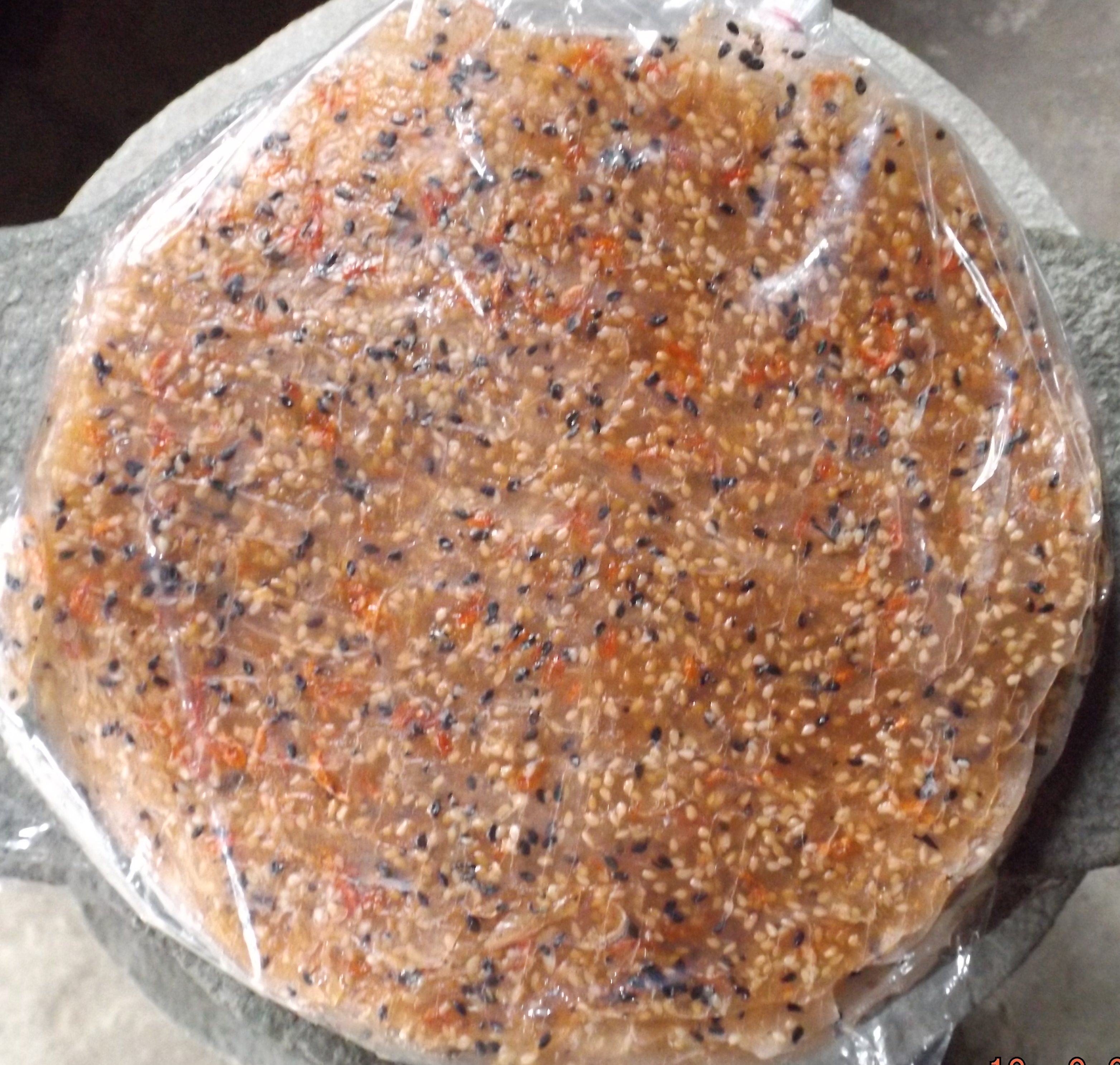
Galette de riz salée et pigmentée.

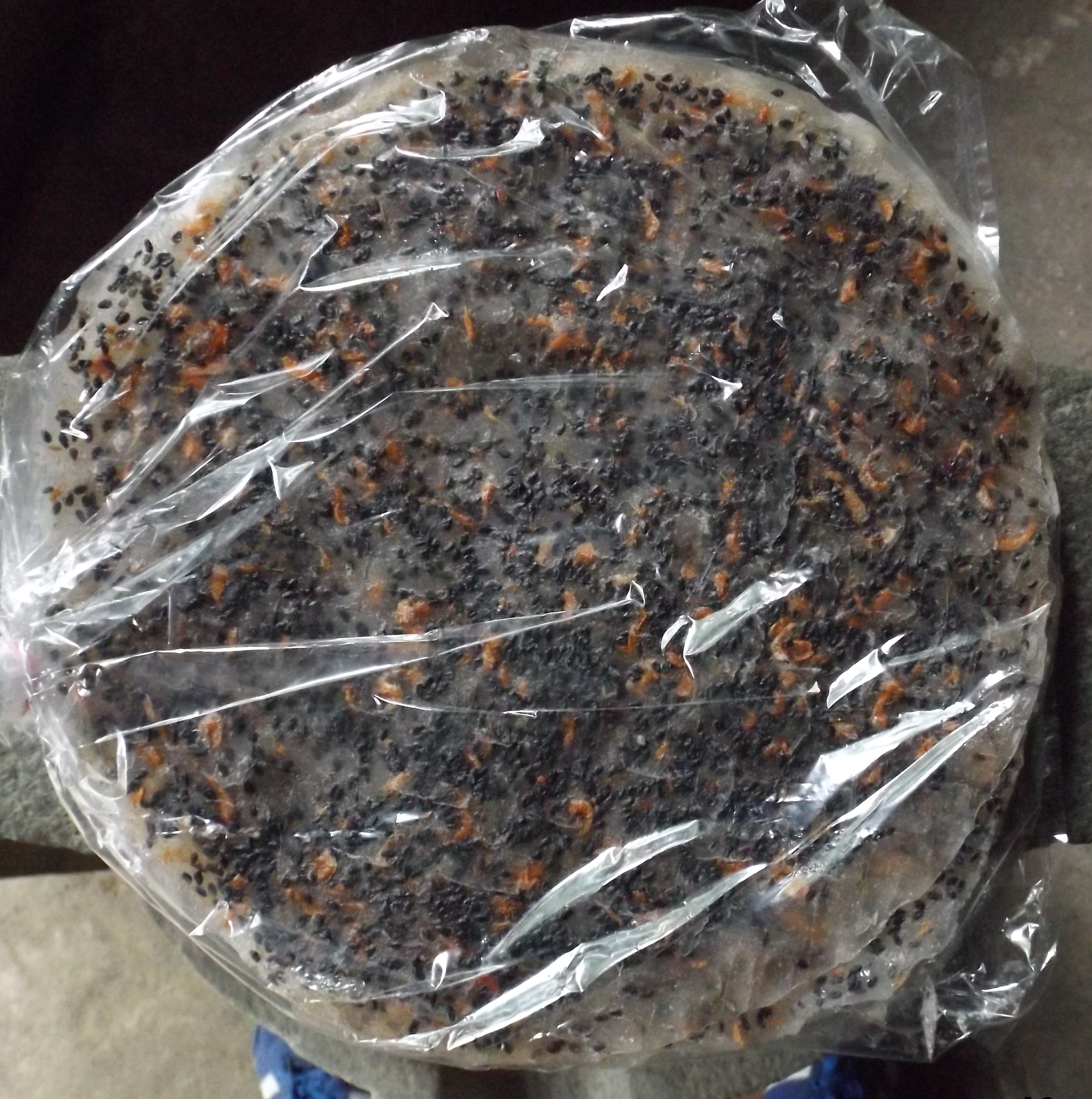
Galette de riz salée au sésame noir.

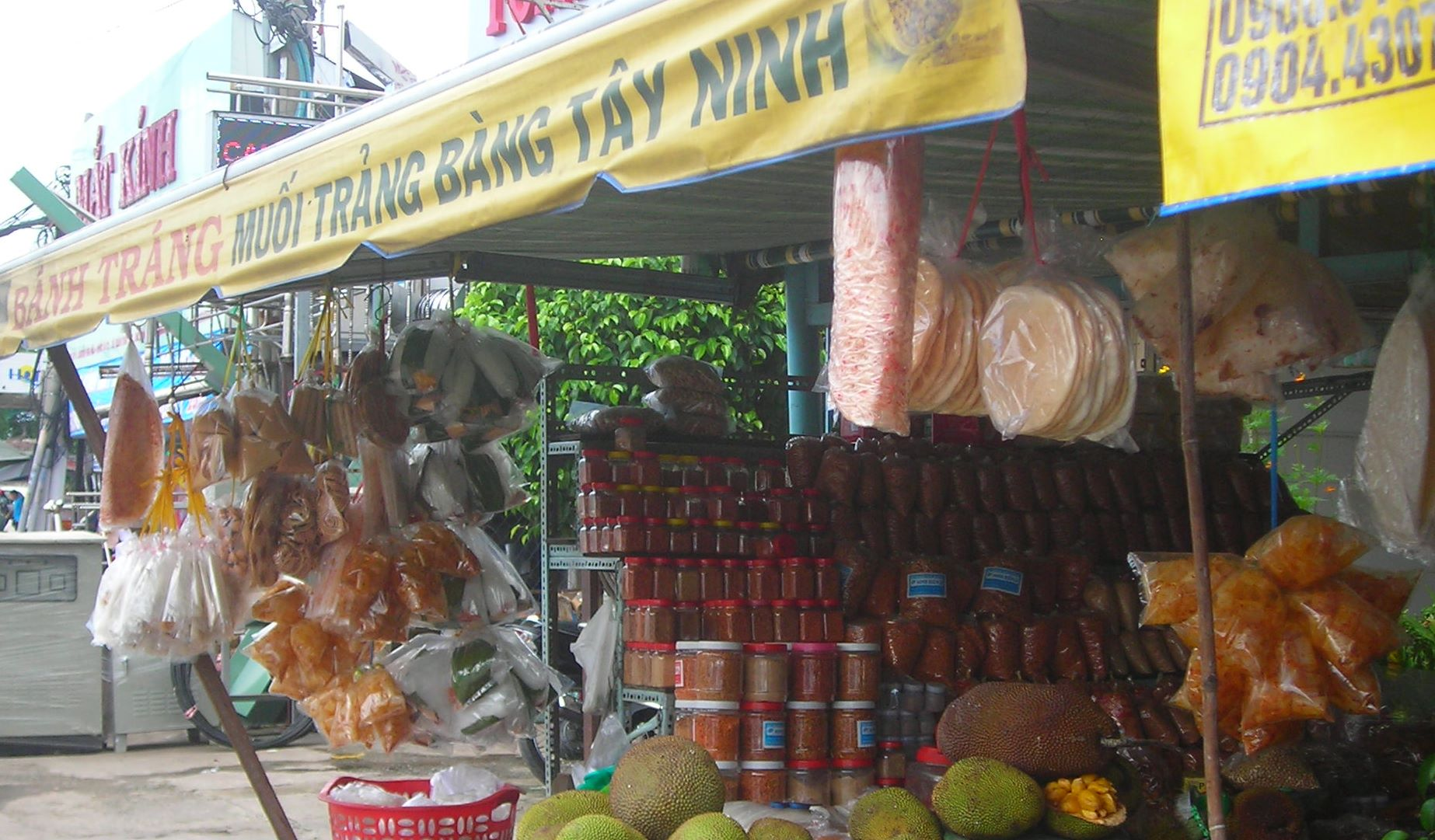
Étal de galettes de riz, spécialités de Trảng Bàng et Tây Ninh avec des paquets de bánh tráng trộn de couleur orange.

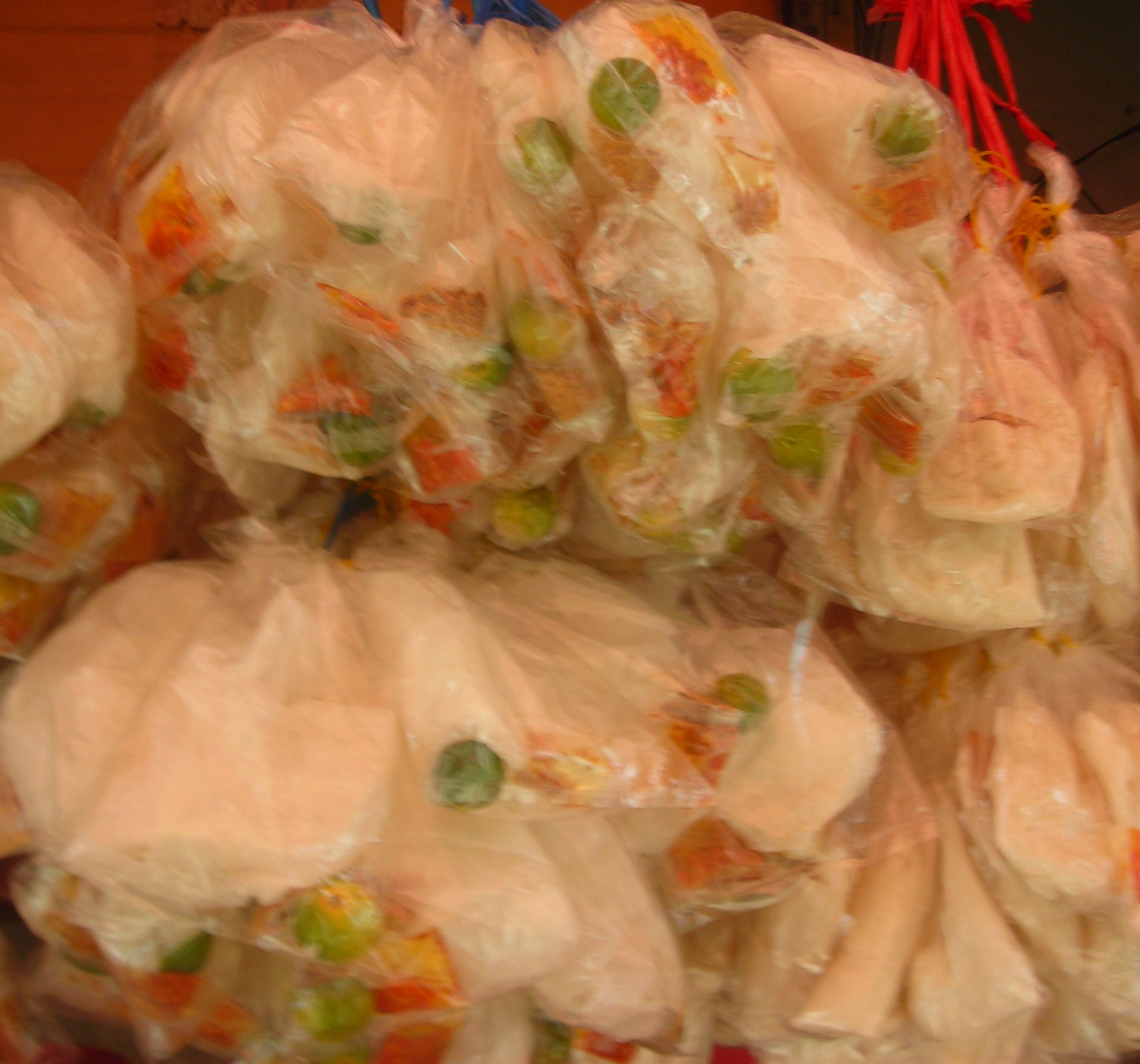
Galettes de riz mélangées à plusieurs ingrédients.

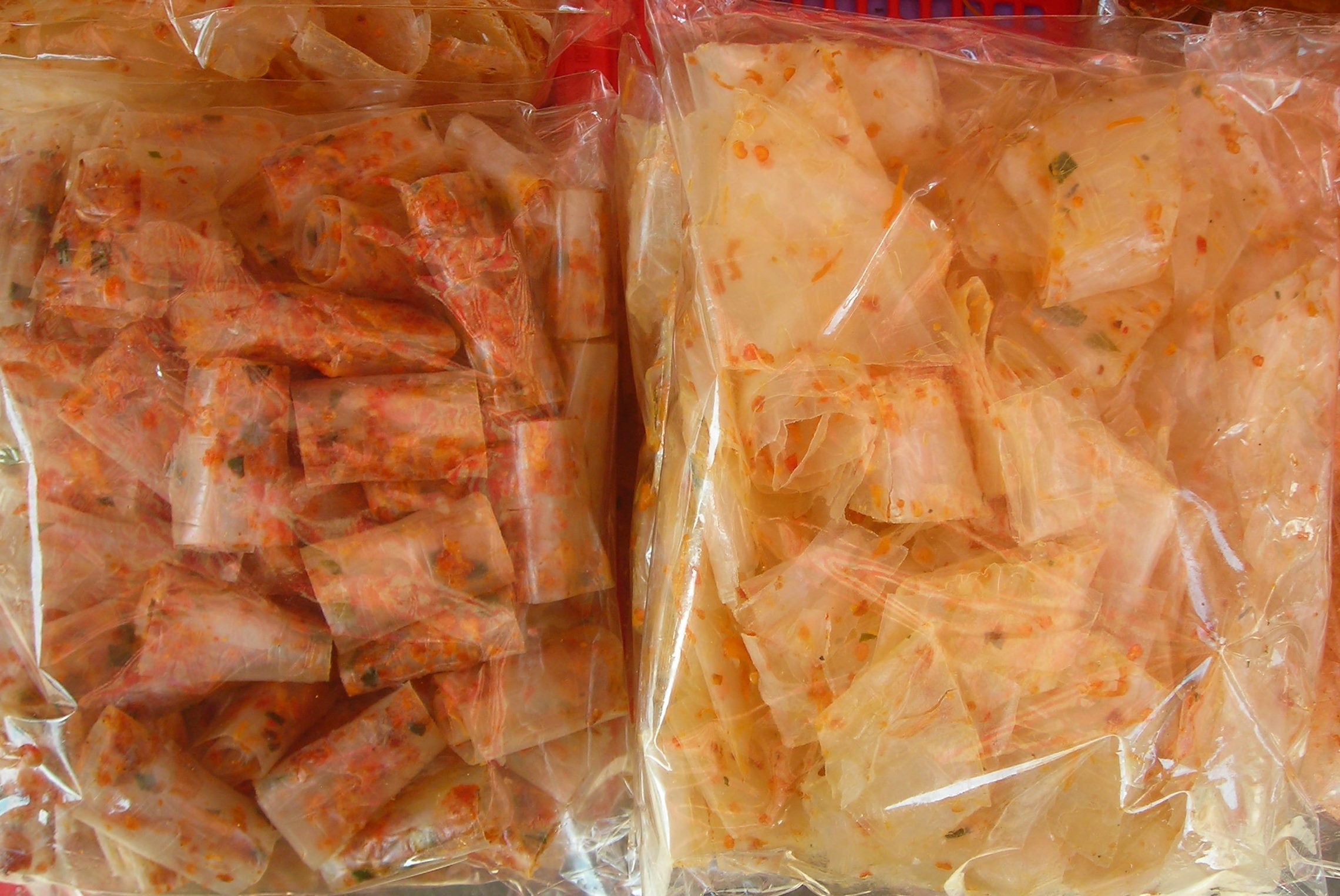
Galettes de riz garnies de plusieurs ingrédients à déguster en amuse-bouche.

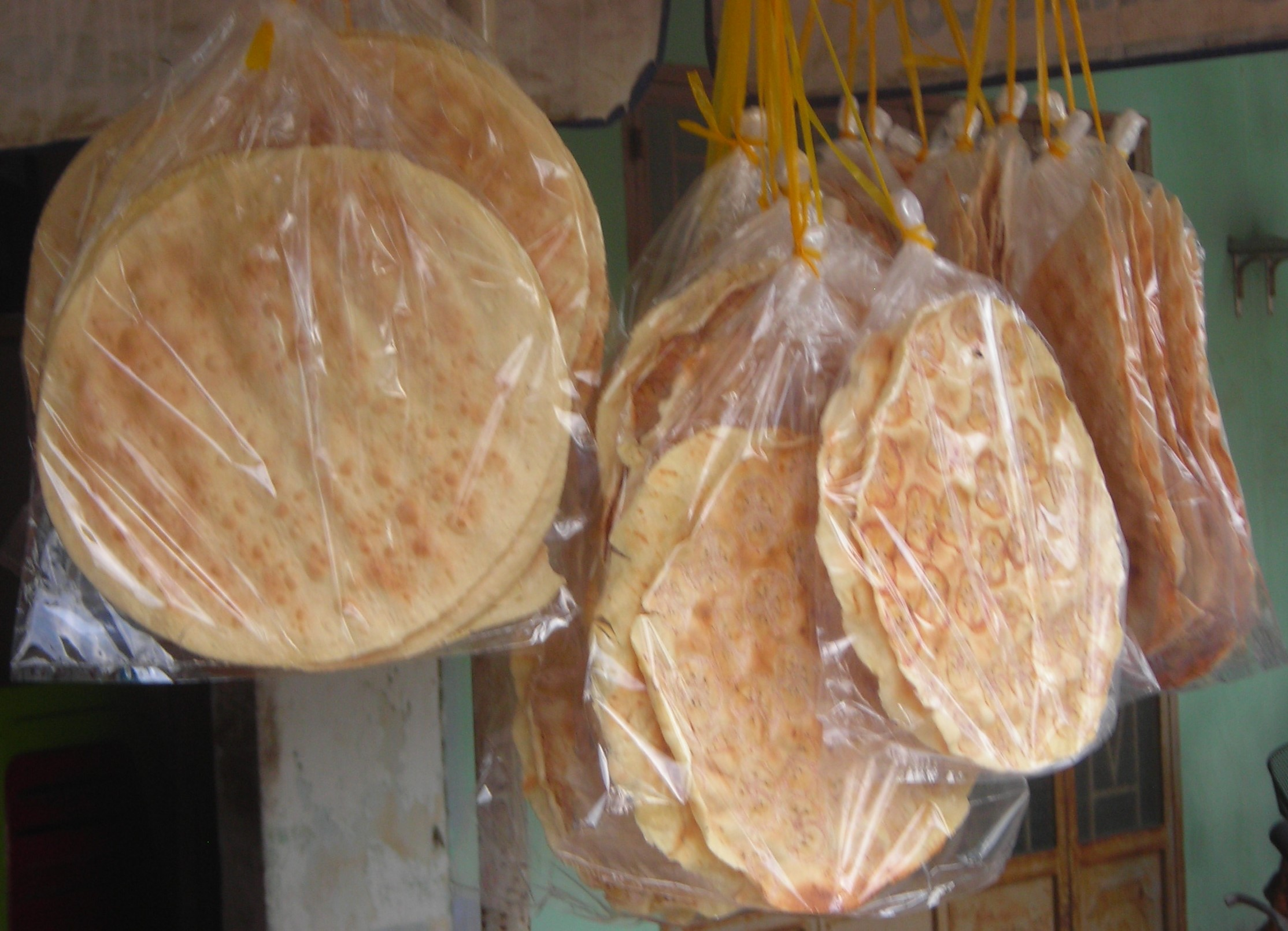
Galettes de riz sucrées et grillées de Mỹ Tho.